# روبنسون (رواية)
روبنسون هي الرواية الثانية لموريل سبارك، التي نشرت عن مكملين ناشرون لأول مرة في عام 1958 وفي الولايات المتحدة دار ليبينكوت [الإنجليزية]، وهي غير عادية في مجموعة أعمالها، لأنها كتبت بضمير المتكلم. تدور أحداث الرواية في عام 1954 وتبدأ بـ 29 شخصًا على متن طائرة متجهة إلى جزر الأزور ثم إلى لشبونة، والتي تحطمت على جزيرة نائية في شمال المحيط الأطلسي، مما أسفر عن مقتل جميع أفراد الطاقم ومعظم الركاب. يرعى الراوي، جانيوري مارلو، واثنين من الناجين الآخرين، من قبل شخص يدعى روبنسون، وهو شخص وحيد غامض يقيم على الجزيرة.

## خلفية
تتميز الرواية بموضوعات سبارك النموذجية، مثل الكاثوليكية، والحوادث الدرامية، والبنادق، ومجموعة صغيرة من الأفراد الذين يوحدهم موضوع مشترك، وكاتب ناشئ. ينتمي الكتاب إلى تقليد إنجليزي طويل لقصص الجزر الصحراوية، وهو يستحضر رواية شكسبير العاصفة، بالإضافة إلى روايات روبنسون كروزو لدانييل ديفو، إلى جزيرة الكنز وعائلة روبنسون السويسرية. ويمكن أن توصف بأنها تتعلق برواية أمير الذباب (1954)، بالنسبة إلى الحضارة من وجهة نظر بيئة تنهار فيها القواعد العرفية. كما أن وجود لقب شهر يناير، مارلو، يربط الرواية برواية قلب الظلام لجوزيف كونراد. وجادل بريان تشييت بأن رواية روبنسون هي مثال جيد على استحضار سبارك لـ "الروحانية الأنثوية المميزة"، وأن الرواية "ترتبط ارتباطًا وثيقًا بتجارب سبارك الخاصة في أواخر الأربعينيات ومنتصف الخمسينيات". أشار آلان بولد [الإنجليزية] إلى أن الرواية تسببت في صراع تفسيري، حيث وصفها أحد النقاد الإنجليزيين بأنها "الأكثر غموضًا والأقل نجاحًا بين رواياتها"، ووجدها آخر بشكل رافض إلى حد ما "مثلًا لاهوتيًا بارعًا". ومع ذلك، فقد أشارت دراسة حديثة بأن رواية روبنسون تعد إنجازًا، و"تعكس ببراعة تقلص المكانة الإمبراطورية الوطنية لبريطانيا ما بعد الحرب".